# Ngozi Okonjo-Iweala
Ngozi Okonjo, coniugata Okonjo-Iweala (Ogwashi Ukwu, 13 giugno 1954), è un'economista, politica e funzionaria nigeriana naturalizzata statunitense.
Il 7 febbraio 2021, è stata designata come nuova direttrice generale dell'Organizzazione mondiale del commercio. È stata membro dei consigli di amministrazione della Standard Chartered Bank, di Twitter, della Global Alliance for Vaccines and Immunization (GAVI, lett. "Alleanza globale per i vaccini e l'immunizzazione") e dell'African Risk Capacity (ARC).
In precedenza ha lavorato 25 anni presso la Banca Mondiale come economista, ricoprendo posizioni di vertice. Ha inoltre ricoperto due volte il ruolo di ministra delle finanze della Nigeria (2003-2006, 2011-2015), rispettivamente sotto i presidenti Olusegun Obasanjo e Goodluck Jonathan.
Okonjo è stata la prima donna a diventare ministra delle finanze della Nigeria e la prima donna a occupare quella posizione due volte.

## Biografia
Ngozi Okonjo è nata a Ogwashi-Ukwu, nello stato del Delta, in Nigeria. Suo padre, il professore Chukwuka Okonjo, era l'Obi (re) della famiglia reale Obahai di Ogwashi-Ukwu.
Ha studiato presso la Queen's School di Enugu, alla St. Anne's School di Molete e alla International School Ibadan. È arrivata negli Stati Uniti nel 1973 da giovane per studiare all'Università di Harvard, laureandosi magna cum laude con un AB in Economia nel 1976. Nel 1981, ha conseguito il dottorato in economia regionale e sviluppo presso il Massachusetts Institute of Technology (MIT) con una tesi dal titolo "Politica del credito, mercati finanziari rurali e sviluppo agricolo della Nigeria". Ha ricevuto una borsa di studio internazionale dall'American Association of University Women (AAUW, lett. "Associazione statunitense delle donne universitarie"), che ha sostenuto i suoi studi di dottorato.

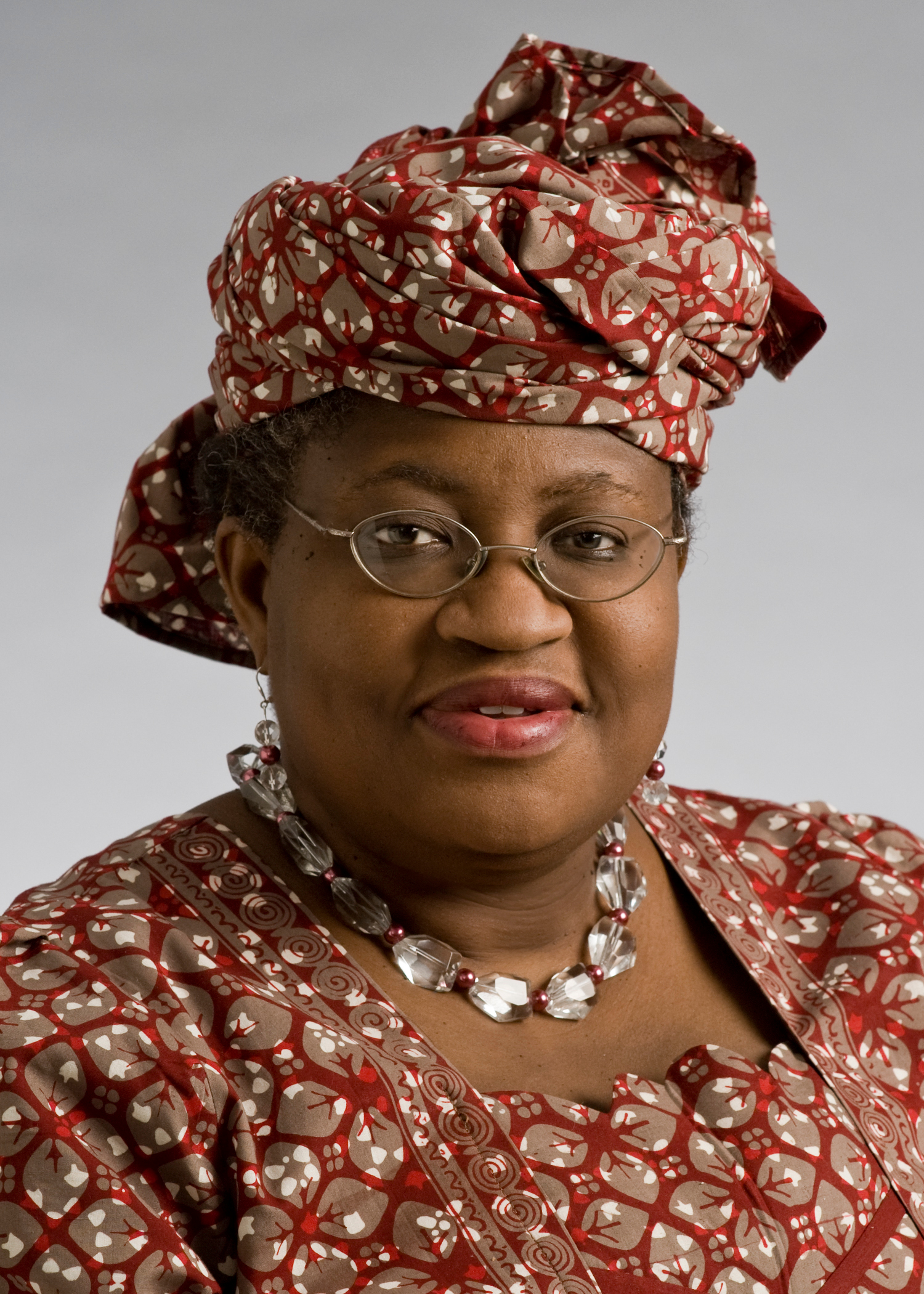
Ngozi Okonjo-Iweala nel 2008

È diventata cittadina statunitense nel 2019.

## Vita privata
È sposata con Ikemba Iweala, neurochirurgo. Hanno quattro figli: una femmina, Onyinye Iweala (AB, MD, PhD, Harvard) e tre maschi, Uzodinma Iweala (AB, Harvard, MD, Columbia), Okechukwu Iweala (AB, Harvard ) e Uchechi Iweala (AB, MD, MBA, Harvard).